# Défilé
Pour les articles homonymes, voir Le Défilé et Gorge (géographie).

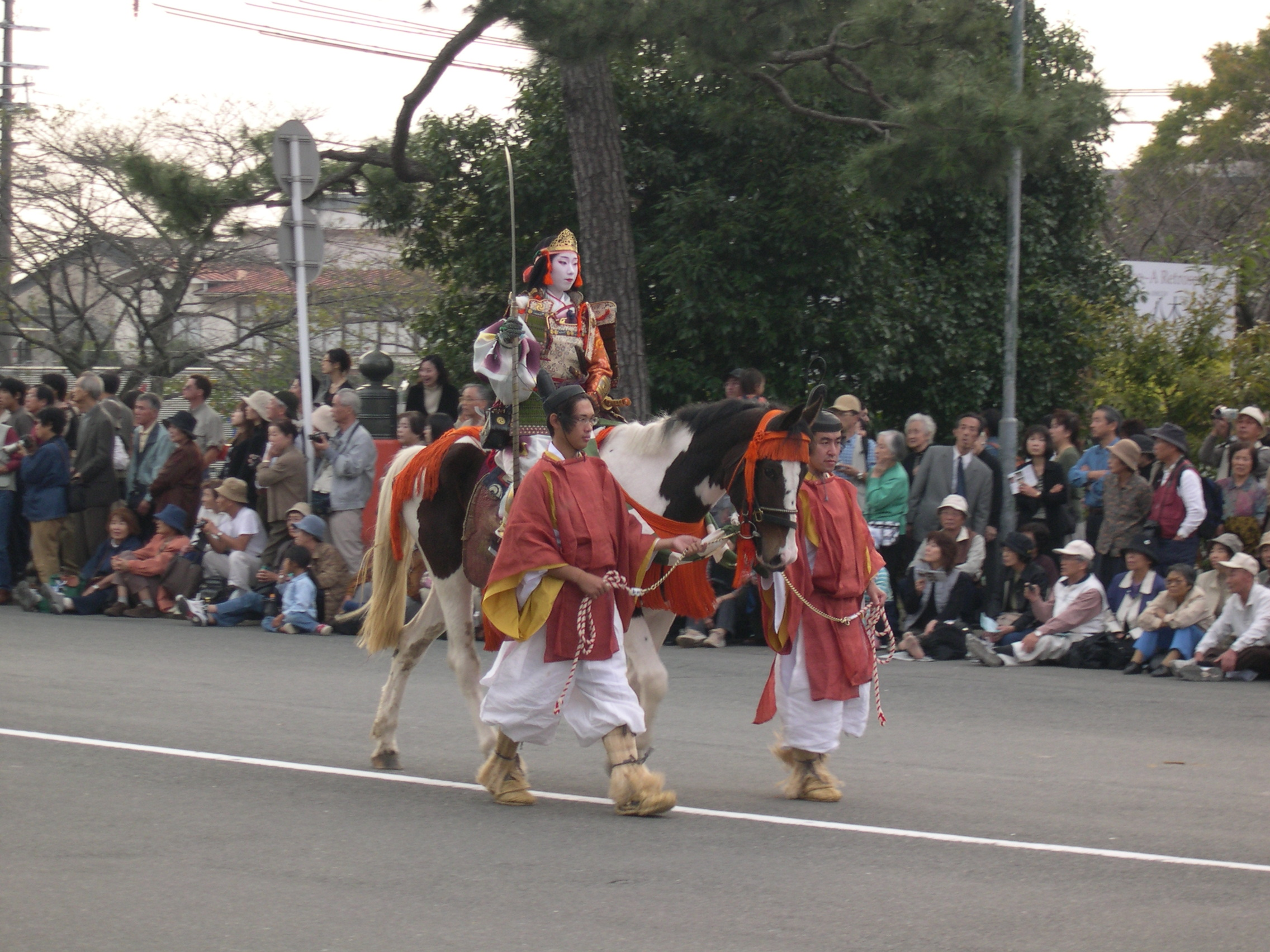
Défilé du Jidai Matsuri, Japon

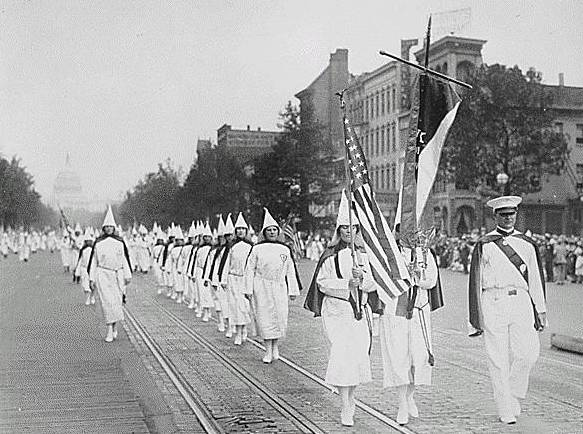
Membres du Ku Klux Klan défilant sur Pennsylvania Avenue à Washington DC en 1928

Un défilé est un cortège organisé de personnes souvent costumées, des militaires, des manifestants, ou pour des raisons culturelles ou commerciales (défilé de mode), le long d'une rue, dans une ville ou sur un itinéraire ayant une valeur symbolique. 
Des défilés peuvent être réalisés pour de nombreuses raisons, mais sont habituellement destinés à célébrer ou commémorer un événement ou une personne. Les manifestations de protestation sont aussi souvent organisées sous la forme d'un défilé (ou « marche »).
Le terme « parade » est aussi parfois utilisé comme synonyme. Mais une parade est un défilé destiné à mettre en avant le ou les personnages qui y participent. L'agencement du cortège, la plastique des vêtements et des accessoires ont une importance primordiale.
Les défilés à caractère religieux sont appelés processions.
Dans toutes les cultures et à toutes les époques, le défilé semble avoir été utilisé comme manifestation de ferveur religieuses ou de puissance militaire, pour les fêtes (carnaval), mariages, enterrements, ou pour manifester le mécontentement d'un groupe

## Exemple de défilés

### Défilé religieux (procession)

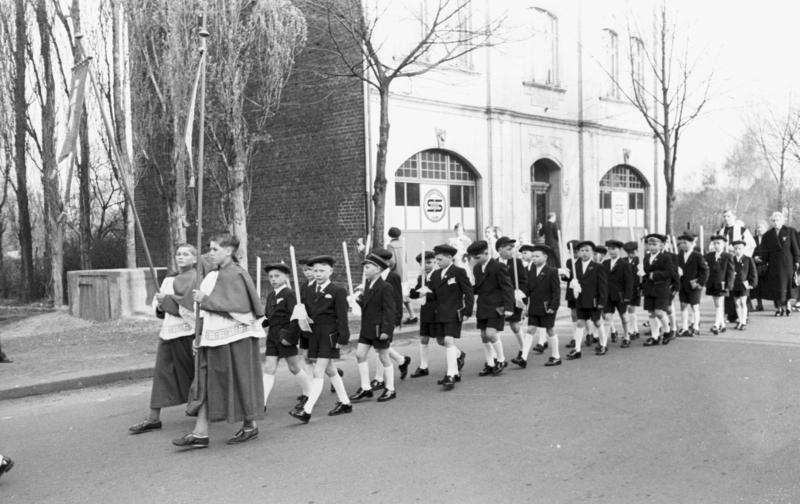
Procession de communiants

Une procession religieuse est un cortège de personnes qui dans l’accomplissement d’un acte rituel et religieux, défilent solennellement d’un lieu à un autre (plus important), tout en priant, chantant ou accomplissant d’autres actes de dévotions. La procession est expression symbolique du pèlerinage de la vie qui est fait en compagnie de Dieu.
Les processions ont souvent lieu durant la Semaine sainte, notamment en Espagne.

### Défilé revendicatif (manifestation)

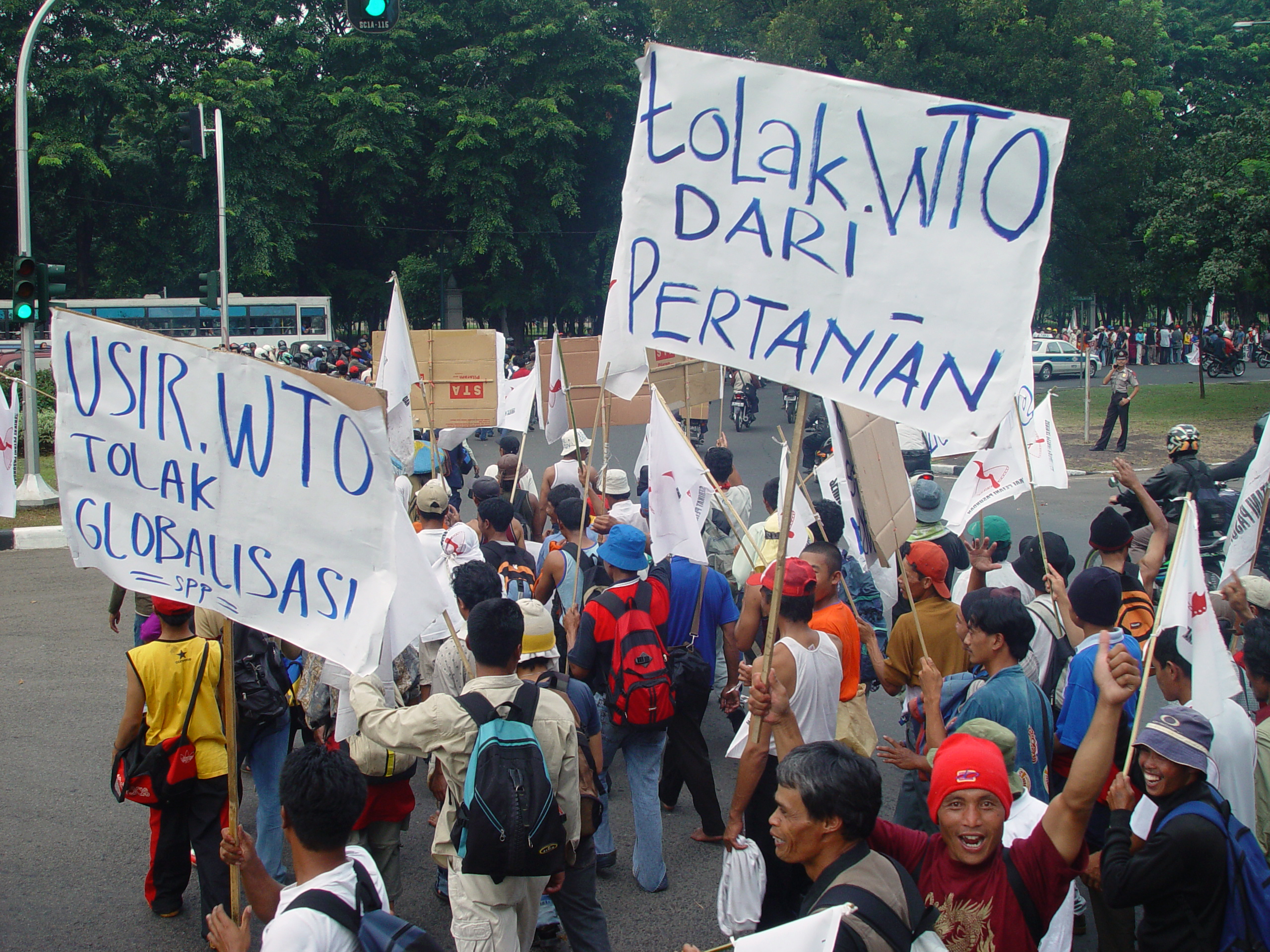
Manifestation

Une manifestation est un acte politique collectif, qui se traduit notamment par un défilé de protestation, qui peut avoir différents objectifs, parmi lesquels :
- amélioration des conditions de vie, souvent à l'appel des syndicats, ou à l'occasion de grèves ;
- protestation contre une loi, un décret, une réforme ;
- protestation contre une fermeture d'usine ou contre des licenciements abusifs ;
- revendications politiques (exemples : lutte contre le racisme, le sexisme, ou lutte pour la démission d'un gouvernement) ;
- manifestation pour la paix et contre la guerre.

### Défilé militaire
Un défilé militaire, ou une parade militaire, est une formation de soldats dont les mouvements sont restreints. La parade militaire est maintenant essentiellement cérémonielle. Les défilés peuvent jouer un rôle de propagande quand ils sont utilisés pour exhiber la force militaire apparente d'une nation.
La tradition américaine est la « formation » ou la  « Military review ».

### Carnaval

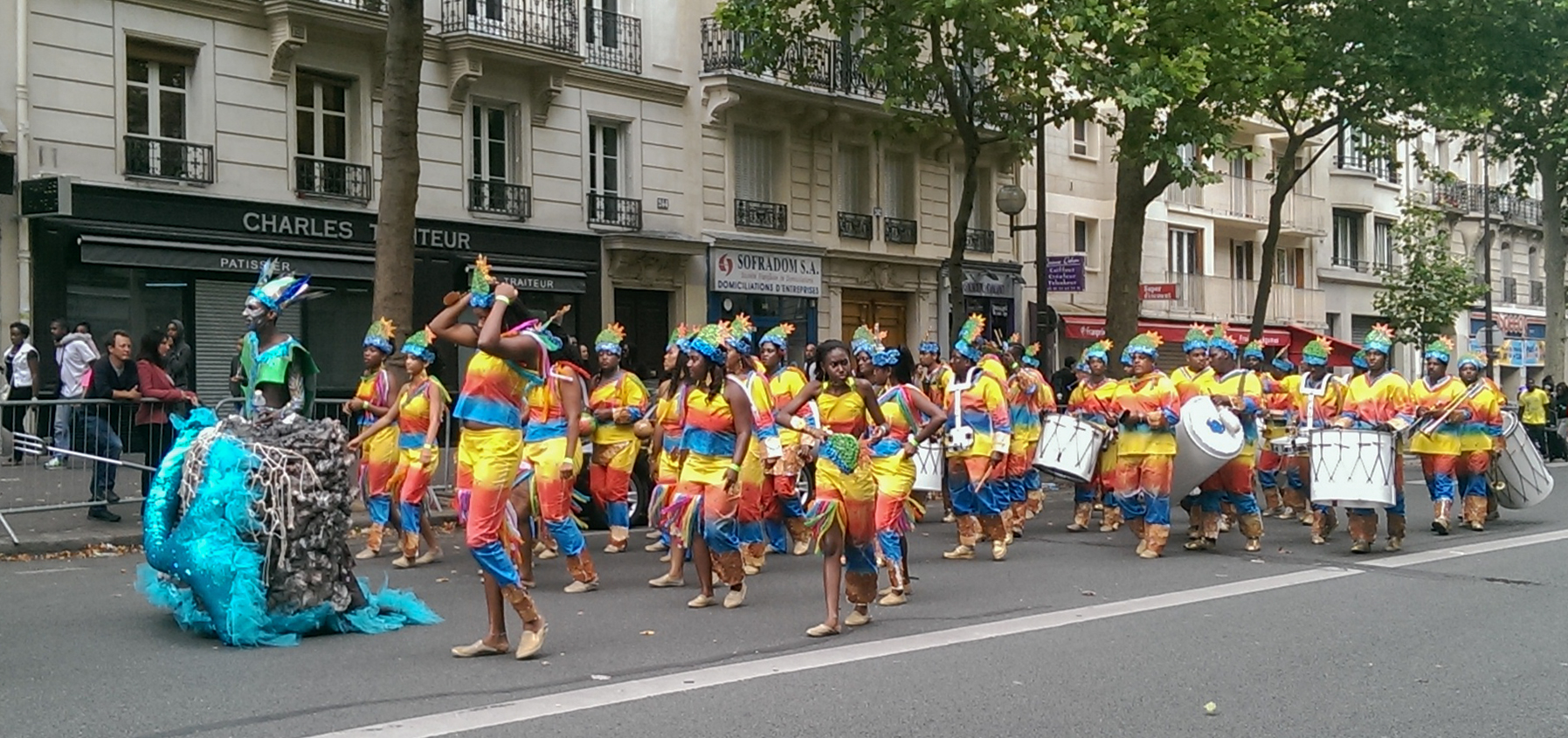
Défilé de carnaval

Les carnavals donnent lieu à des défilés.
Liés généralement à la fête chrétienne de Mardi gras, les carnavals sont un type de fête relativement répandu en Europe et en Amérique. Ils consistent généralement en une période où les habitants de la ville sortent déguisés (voire masqués ou bien maquillés) et se retrouvent pour chanter, danser, faire de la musique dans les rues, jeter des confettis, éventuellement autour d’une parade.

### Défilé fleuri

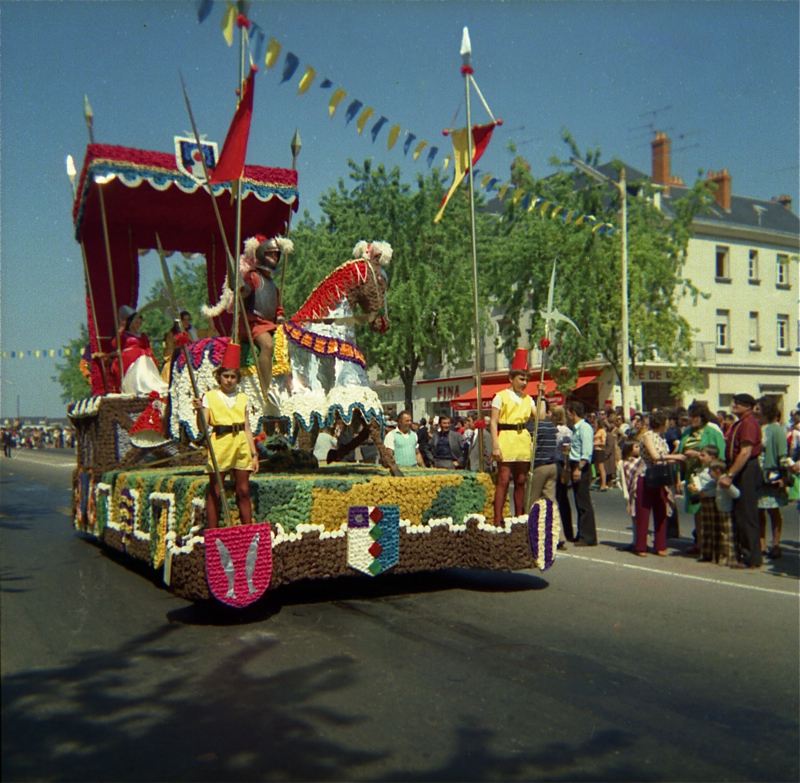
Défilé fleuri.

Le corso, ou fréquemment « corso fleuri », ou « défilé de chars fleuris », ou encore « fête des fleurs », est un défilé de chars se déroulant dans la rue au cours de fêtes locales de plein air. 
Ce nom d'origine italienne signifie « rue », parfois « promenade publique ». Le corso, comme en témoigne sa définition étymologique, est à l'origine une occasion de célébrer ensemble, en extérieur, un événement important. Celui-ci, coïncide bien souvent avec l'arrivée du printemps, tout comme celle de la période des carnavals, qui reste attachée à la fin de l'hiver, autour du Mardi gras. Depuis plus de cent ans, pour certains corsos, plusieurs générations se sont transmis ce savoir-faire, cette envie de créer chaque année quelque chose de nouveau.
Les défilés de fanfares et majorettes (avec chars fleuris, couronnement de miss et confettis) étaient très fréquents dans les villes et villages jusqu'aux années 1990, mais existent toujours (il y a même eu un grand défilé de fanfares-majorettes sur l'esplanade de la Défense pour inaugurer la Grande Arche en 1990). Certaines municipalités faisaient venir plusieurs formations de villes jumelées, comme le fut par exemple la célèbre fête du Petit Vin Blanc de Nogent sur Marne (de 1959 à 1991), sous l'égide du maire Roland Nungesser, réunissant les fanfares allemandes, suisses et belges et fifres de Siebourg et Yverdon), ainsi que la fête de la rentrée au Perreux sur Marne.

### Défilé de chars

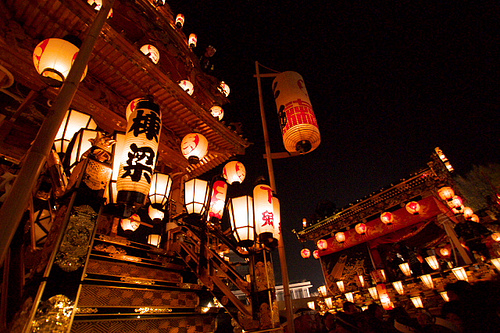
Chars du Chichibu Yomatsuri.

Outre les chars fleuris, des défilés de chars décorés sont également organisés. Le Japon compte par exemple trois festivals importants de chars, dont le Chichibu Yomatsuri qui a lieu le 3 décembre à Chichibu.

### La Marche des fiertés

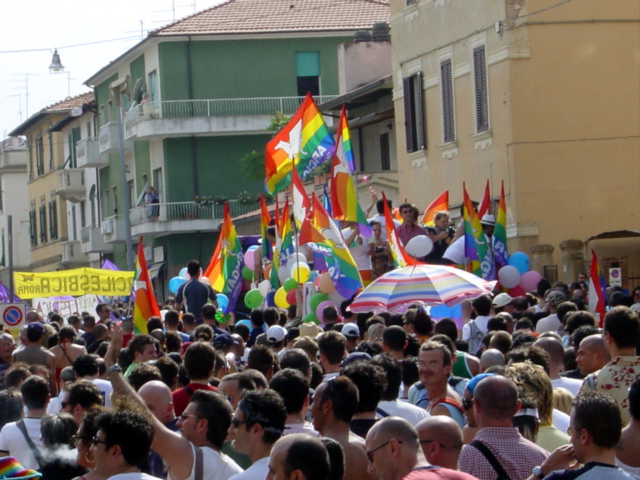
Marche des fiertés (manifestation homosexuelle)

La Marche des fiertés s'est d'abord appelée « Gay Pride », puis la « Lesbian & Gay Pride », puis « LGBT Pride » (à chaque fois revendiquant les droits d'une communauté supplémentaire) pour finalement s'appeler la « Pride » ou « La Marche des fiertés ». C'est une manifestation qui prône la liberté et l'égalité pour toutes les orientations sexuelles ainsi que identité de genre (hétérosexuel, lesbienne, gay, bisexuel, transgenres). L'expression anglophone « Gay Pride » peut être traduite comme « Fierté gay ». D'où le nom (après maints remaniements) de « Marche des fiertés » en France. Pour faire mentir l'adage qui prétend que pour vivre heureux il faut vivre caché, les participants des diverses Marches des fiertés affichent sans complexe leurs orientations sexuelles. Ces marches sont ouvertes aux gays, aux lesbiennes, aux bisexuels, aux trans mais aussi aux hétérosexuels revendiquant la liberté sexuelle et l'égalité des droits entre les hétérosexuels et les autres communautés.
Dans la plupart des grandes villes du monde, cette manifestation se déroule tous les ans au cours du mois de mai ou de juin, pour rappeler les émeutes de Stonewall qui se tinrent dans la Christopher Street à New York le 28 juin 1969.

### Love Parade

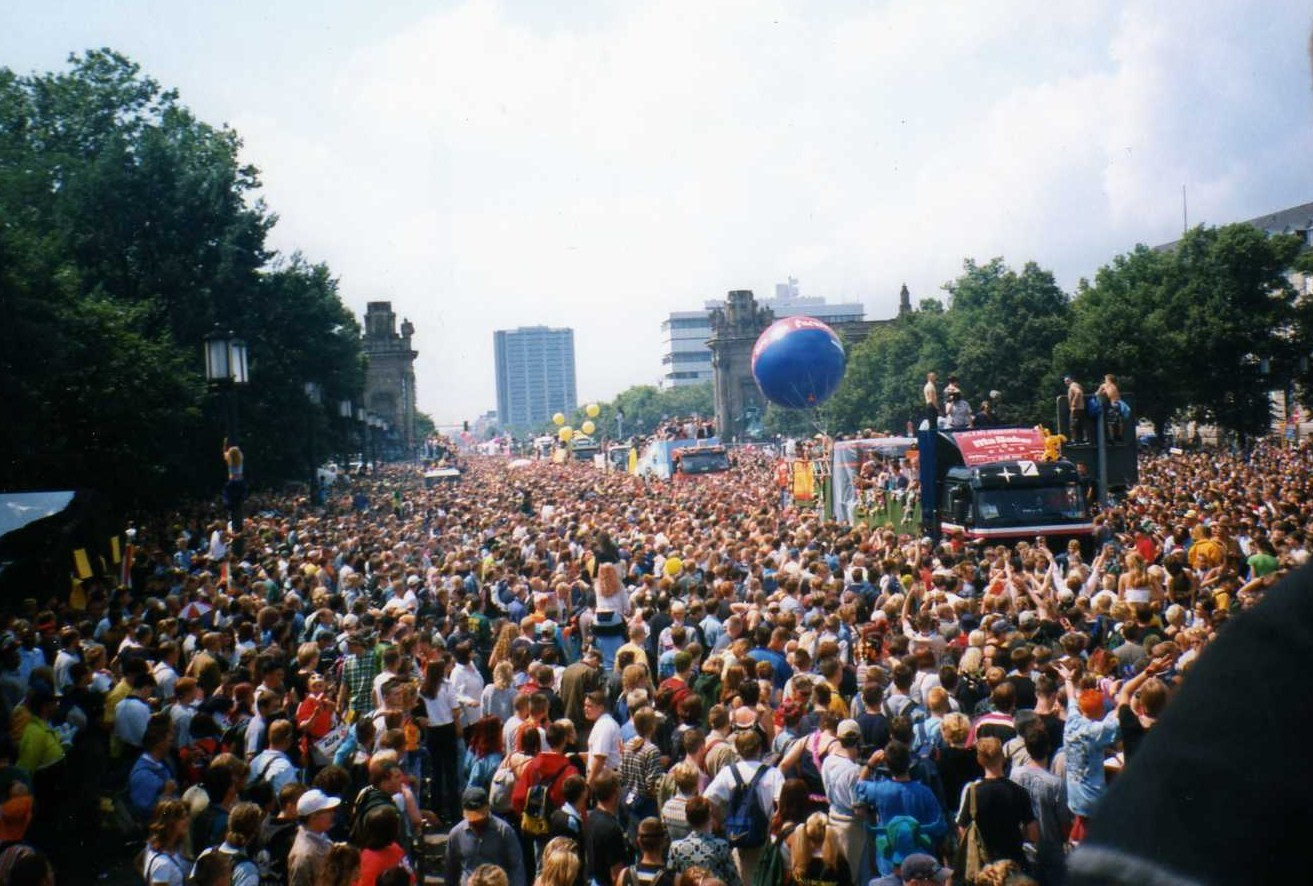
Love Parade

La Love Parade était un festival annuel de musique électronique, et en particulier de musique techno, qui s'est tenue de 1989 à 2010 au début de l'été en Allemagne. 
Depuis 2001 le festival n'est plus considéré comme une manifestation à but politique. En Allemagne, cela induit que l'ensemble des frais dépensés pour le nettoyage et la sécurité doivent être assumés par les organisateurs de la manifestation, et non plus par les pouvoirs publics, comme cela avait été le cas jusqu'en 2001. La Cour constitutionnelle a ainsi donné tort aux organisateurs de la Love Parade et de la Fuck Parade, en considérant que ces deux manifestations ont un but commercial et non politique.

### Majorette

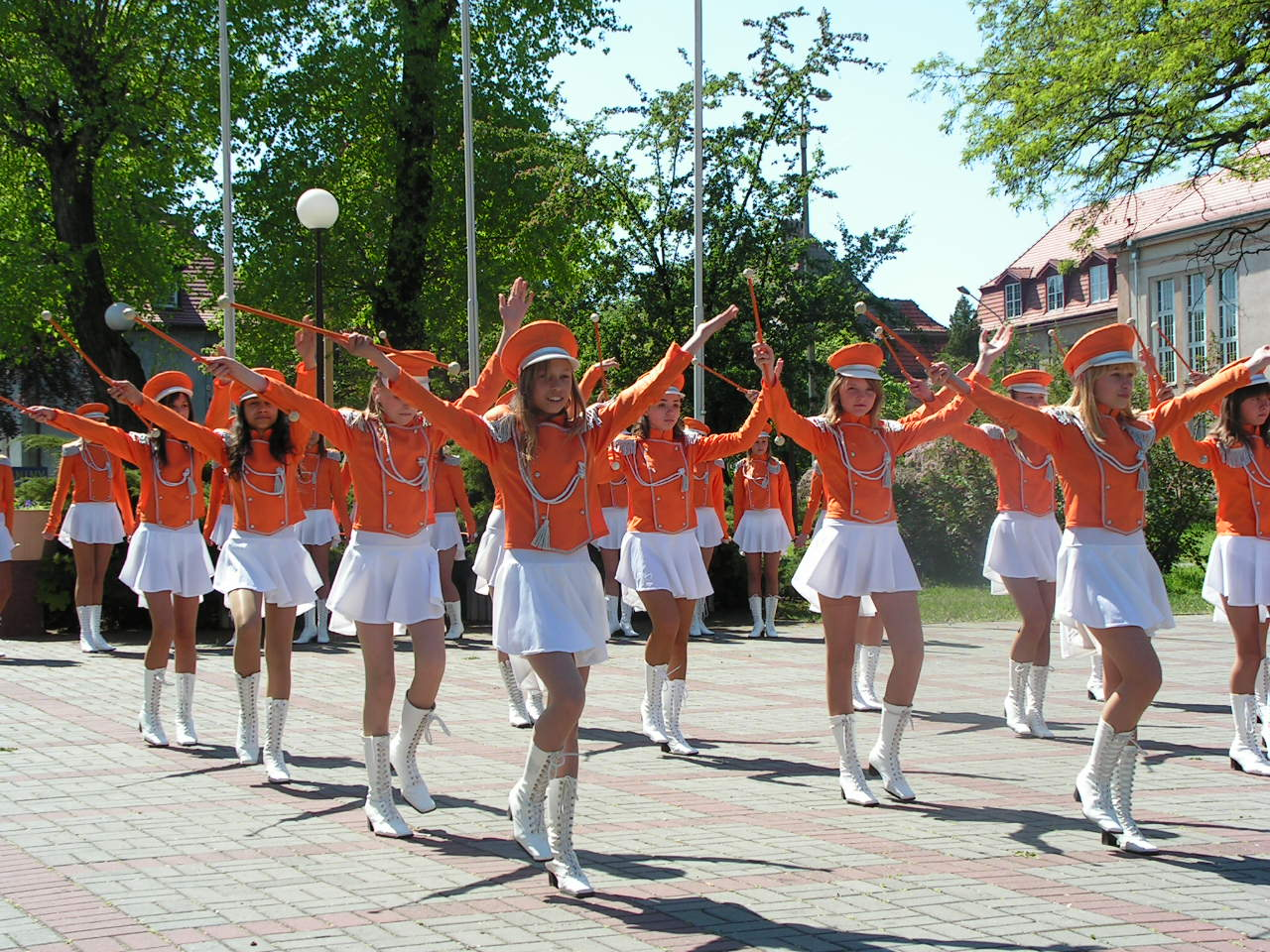
Un groupe de majorettes

Une majorette est une personne de sexe féminin habillée d'un costume de parade et de coiffes ou de chapeaux stylisés, défilant sur la voie publique en groupe, au rythme de musiques chorégraphiques, et maniant un bâton métallique et décrivant avec lui des circonvolutions artistiques.
Aujourd'hui les majorettes se sont modernisées, et sont habillées de façon plus moderne, parfois comme les gymnastes avec justaucorps, jupes. On trouve par ailleurs de nombreux garçons.

### Procession funéraire

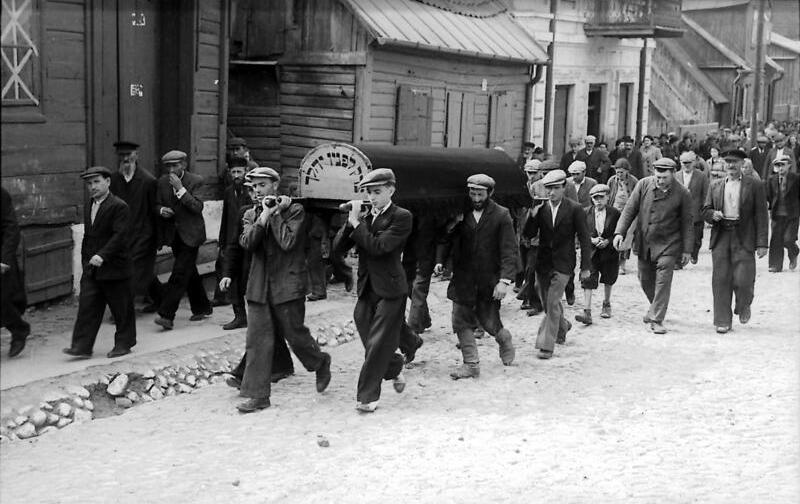
Procession funéraire

Ces rites semblent relever depuis toujours de la religion, mais la reconnaissance dans le monde contemporain d'une philosophie agnostique modifie la prise en compte des derniers instants de la vie et/ou permet l'émergence d'un nouveau type de rites et cérémonies.
Dans l'Égypte antique, les Égyptiens situaient le royaume des morts sur la rive occidentale du Nil, là où se couche le soleil : on transporte donc le corps du défunt avec un cortège de pleureuses.
Dans la Grèce antique, les pleureuses se griffaient le visage devant le mort, se tiraient les cheveux en pleurant. Enfin avait lieu le cortège funèbre et le corps était inhumé ou incinéré.
Dans le judaïsme, on attend que le cercueil ait quitté le domicile ou la morgue avant de l'accompagner, à pied ou en voiture si le chemin est long jusqu'au cimetière. Au cimetière, on escorte le cercueil jusqu'à la dernière demeure, en marquant des arrêts,
Dans le rite extraordinaire ou traditionnel du christianisme, la dépouille est conduite en procession au cimetière au chant du In paradisum.
Dans le protestantisme, les funérailles protestantes sont généralement très simples. Traditionnellement, le pasteur accompagne la famille au moment de l'inhumation au cimetière.
Chez les Luo, lors de l'enterrement d'un homme adulte, les hommes traversent le village juchés sur des taureaux, en habit traditionnel guerrier, simulant l'empalement d'un hypothétique ennemi et que les taureaux sont introduits dans la maison du défunt.
À Chicago, les funérailles de Mahalia Jackson se déroulent devant quelque 5 000 personnes, dont madame Martin Luther King, Ella Fitzgerald et Sammy Davis Jr. La veille, plus de 40 000 personnes ont défilé devant la dépouille de la célèbre interprète de gospel. Aretha Franklin chante Precious Lord, Take My Hand au cours de la cérémonie.

### Ticker-tape parade

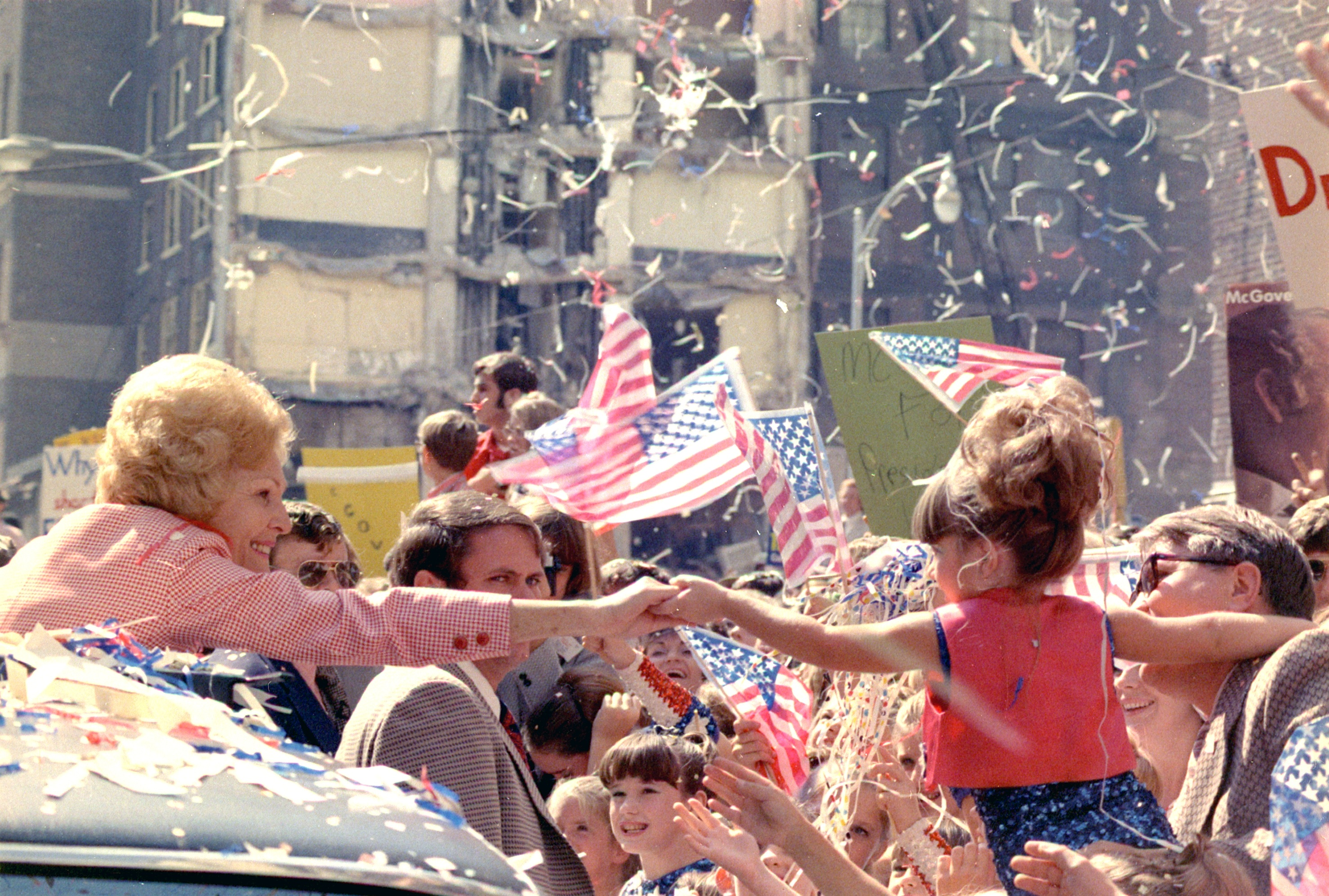
Ticker-tape parade

Une « ticker-tape parade » est une parade tenue dans un centre urbain, qui consiste au lâcher de grandes quantités de morceaux de papier depuis les fenêtres donnant sur le lieu ou se déroule la parade, créant un effet triomphal visuellement similaire à une tempête de neige.
L'origine de l'expression « ticker-tape parade » remonte à une célébration spontanée qui eut lieu le 29 octobre 1886 à New York, durant l'inauguration de la statue de la Liberté. Le terme reste étroitement lié à la ville de New York. Les morceaux de papier utilisés étaient les bandes des téléscripteurs boursiers (ticker tapes) ou de télex. En 1892, l'emploi de ces mêmes bandes au Carnaval de Paris est à l'origine de l'invention du serpentin.

### Défilé de la Saint-Patrick de Québec

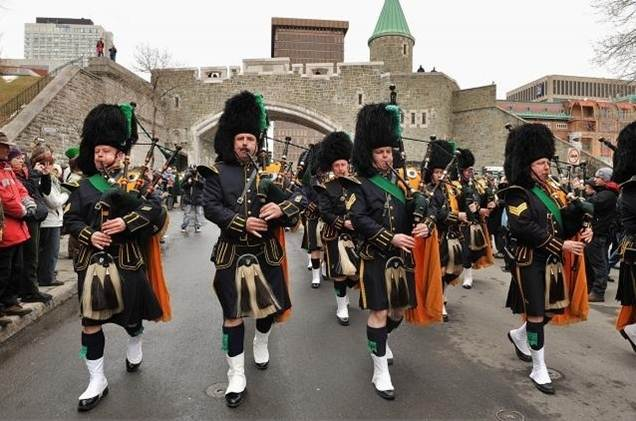
Défilé de la Saint-Patrick de Québec

Le défilé de la Saint-Patrick de Québec est l’événement principal célébrant la fête de la Saint-Patrick dans la ville de Québec. Il a été pratiqué de 1837 à 1916, de 1921 à 1926, et repris en 2010.
En 2009, un comité fut créé pour ramener la tradition du défilé dans la ville. Avec l’appui de la population, de plusieurs organisations et de l'administration de la ville de Québec, le défilé de la Saint-Patrick fut ramené dans les rues de Québec en mars 2010. Pour l’occasion, une partie du corps du NYPD Pipes and Drums (la fanfare du New York City Police Department) furent présents en tant qu’invités spéciaux. L’événement attira plus de 40 000 personnes dans les rues du Vieux-Québec. L’événement fut renouvelé pour les années suivantes.

### Défilé du Père Noël

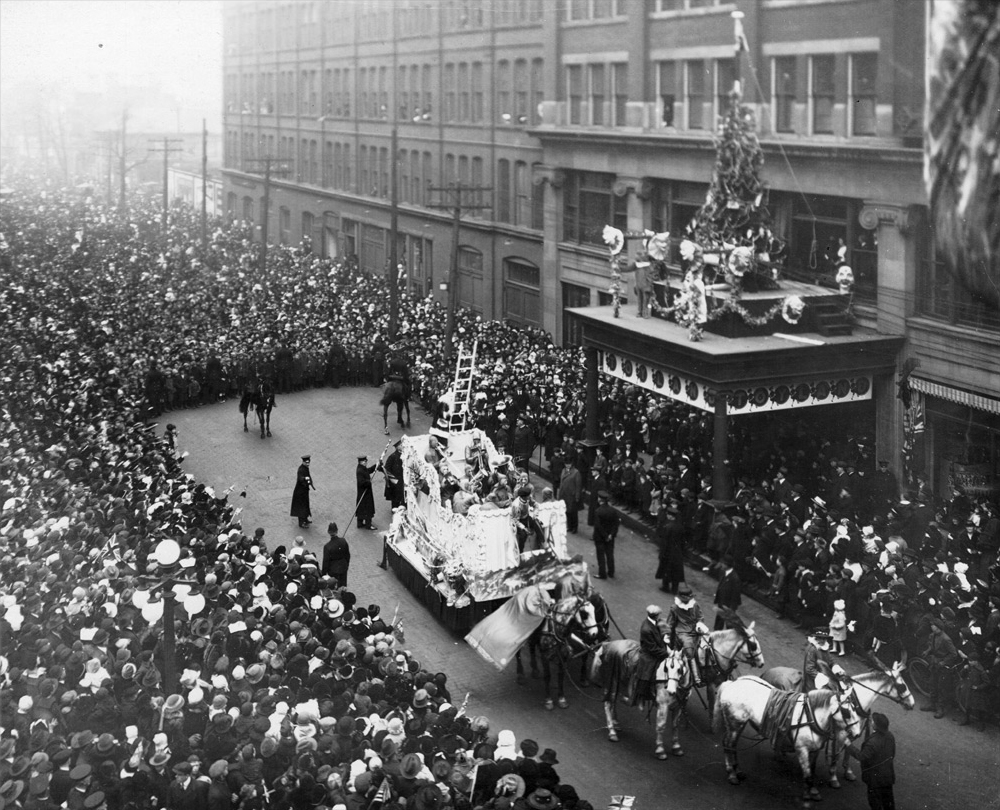
Défilé du Père Noël

Le défilé du Père Noël est un défilé annuel célébrant l'approche de Noël avec l'arrivée du Père Noël. Souvent, la parade inclut des groupes dansant et des musiciens jouant des chansons de Noël.
Les défilés du Père Noël sont nombreuses en Amérique du Nord. Une des plus anciennes est celle de Toronto.

### Défilé des nations
Le défilé des nations est un défilé lors d'événements sportifs, comme les jeux Olympiques, les jeux Paralympiques, les jeux Européens, les jeux Panaméricains, les jeux régionaux par continent, etc. L'ordre du défilé est l'ordre alphabétique dans le pays hôte. Avant 2020, chaque fois que les Jeux olympiques sont organisés au Japon, en raison d'un différend avec les trois systèmes d'écriture, le défilé suit l'ordre alphabétique anglais. Mais en 2020, le défilé est modifié pour suivre l'ordre japonais du Gojūon. Sur tous les défilés olympiques, l'équipe de Grèce entre toujours en tant que première équipe à entrer, pour reconnaître le fait que la Grèce est le pays hôte des Jeux olympiques antiques, des Jeux olympiques de Zappas et des premiers Jeux olympiques modernes en 1896. Le 2004 Les Jeux olympiques d'été sont revenus en Grèce, 108 ans après les premiers Jeux olympiques modernes qui se sont déroulés dans la même ville, mais dans un stade différent. La dernière équipe à s'inscrire est bien sûr, le pays hôte selon la tradition, mais depuis 2020, les trois dernières équipes à s'inscrire sont les deux prochains hôtes des Jeux Olympiques avant l'actuel pays hôte des JO, ce qui signifie que les États-Unis d'Amérique était l'avant-dernière nation en tant qu'hôte en 2028, et la France était l'avant-dernière nation en tant qu'hôte en 2024. La dernière nation est bien sûr le Japon, car le pays accueille les Jeux olympiques de 2020. Le protocole des deux prochains pays hôtes des Jeux olympiques entrant dans le stade juste avant le pays hôte est ensuite reporté aux Jeux paralympiques à partir de 2020.